# Hamlet (film din 1948)

Afișul original al filmului

Hamlet  este un film britanic din 1948 regizat, produs și scris de Laurence Olivier. Rolurile principale au fost interpretate de actorii Laurence Olivier și Basil Sydney. A câștigat Premiul Oscar pentru cel mai bun film. Este bazat pe o piesă de teatru omonimă de William Shakespeare.

## Distribuție
- Laurence Olivier: Hamlet
- Basil Sydney: Claudius
- Eileen Herlie: Gertrude
- Jean Simmons: Ophelia
- Felix Aylmer: Polonius
- Terence Morgan: Laertes
- Norman Wooland: Horatio
- John Laurie: Francisco
- Esmond Knight: Bernardo
- Anthony Quayle: Marcellus
- Peter Cushing: Osric

## Primire
Într-un sondaj din 1999 al Institutului Britanic de Film (British Film Institute - BFI) filmul a fost desemnat ca fiind al 69-lea cel mai bun dintr-o listă de 100 filme britanice.